# M1918 Ford 3-Ton
M1918 Ford 3-Ton – amerykański prototypowy czołg lekki opracowany podczas I wojny światowej przez przedsiębiorstwo Ford Motor Company. Czołgi M1918 miały uzupełniać wykorzystywane przez Armię Stanów Zjednoczonych czołgi FT-17 produkcji francuskiej. Przy budowie pojazdu wykorzystywane były liczne komponenty pochodzące z samochodu Ford Model T.
Początkowo zlecono produkcję 15 prototypowych egzemplarzy czołgu. M1918 nie spełniał wymogów stawianych przez armię, jednak podpisany został kontrakt na produkcję 15 000 pojazdów, które miały pełnić funkcję lekkich ciągników artyleryjskich. Kontrakt został anulowany wkrótce po podpisaniu rozejmu w Compiègne, kończącego działania wojenne w Europie. Poza serią prototypową nie wyprodukowano żadnego pojazdu.